# Хиршфелд (Тирингија)
Хиршфелд (њем. Hirschfeld) општина је у њемачкој савезној држави Тирингија. Једно је од 61 општинског средишта округа Грајц. Према процјени из 2010. у општини је живјело 131 становника. Посједује регионалну шифру (AGS) 16076028.

## Географски и демографски подаци
Хиршфелд се налази у савезној држави Тирингија у округу Грајц. Општина се налази на надморској висини од 276 метара. Површина општине износи 3,7 km². У самом мјесту је, према процјени из 2010. године, живјело 131 становника. Просјечна густина становништва износи 35 становника/km².